# Socialdemocratici di Gibilterra
I Socialdemocratici di Gibilterra, conosciuti anche come partito socialdemocratico di Gibilterra (GSD), rappresentano un partito politico di orientamento liberal-conservatore e di centrodestra nel territorio di Gibilterra. Sotto la leadership di Peter Caruana, il GSD ha governato per quattro mandati consecutivi, a partire dalle elezioni generali del 1996 fino alla sua sconfitta nelle elezioni del 2011, quando è stato superato dal GSLP-Alleanza Liberale.
Il 30 novembre 2017, il partito ha svolto le sue seconde elezioni per la carica di leader, in seguito alle dimissioni del precedente leader, Daniel Feetham, avvenute a luglio. In questa occasione, il 60,6% dei voti espressi da dirigenti e membri del partito è stato attribuito a Keith Azopardi, un membro recentemente reintegrato nei GSD, il quale aveva ricoperto il ruolo di ministro e vice capo ministro durante i primi anni del mandato di Peter Caruana come capo ministro. Azopardi ha prevalso sul leader ad interim Roy Clinton, che ha ricevuto il 39,4% dei voti.

## Storia

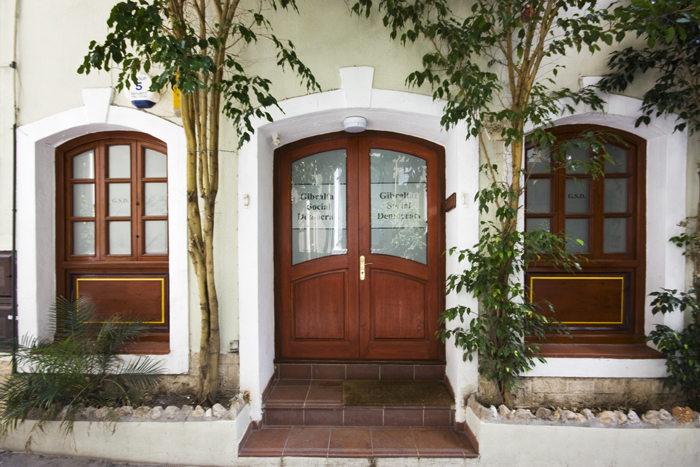
Sede dei Socialdemocratici di Gibilterra in College Lane, Gibilterra.

Il partito si è affermato, in seguito al crollo dell'Associazione per l'avanzamento dei diritti civili, come la principale forza di opposizione al Partito socialista laburista di Gibilterra (GSLP). La GSD è stata istituita nel 1989 dall'ex deputato dell'AACR, Peter Montegriffo. Dopo le dimissioni di Peter Montegriffo dal suo seggio parlamentare nel 1991, Peter Caruana, che era diventato il nuovo leader del partito, ha vinto le elezioni suppletive contro l'allora principale partito di opposizione, l'AACR. Nel 1996, il GSD è riuscito a rovesciare la significativa maggioranza detenuta dal governo GSLP nelle elezioni generali del 1992, ottenendo così l'accesso al governo. La prima amministrazione GSD era composta da Peter Caruana [in qualità di Primo Ministro], Peter Montegriffo [come Vice Primo Ministro], Ernest Britto, Hubert Corby, Keith Azopardi, Joe Holliday, Bernard Linares e Jaime Netto.
Nel 2005, il GSD si unì al Gibraltar Labour Party, continuando a utilizzare il nome GSD. Questa fusione non fu ben accolta da numerosi membri di entrambi i partiti, tanto che alcuni esponenti di spicco del GSD presentarono le loro dimissioni, tra cui il vice leader Keith Azopardi e il membro esecutivo Nick Cruz, i quali successivamente fondarono il Partito Democratico Progressista, che ebbe una vita breve.
Nel gennaio 2013, Peter Caruana, all'epoca leader dell'opposizione, comunicò la sua intenzione di dimettersi dalla carica di leader e di assumere un ruolo di deputato di secondo piano fino alla conclusione del suo mandato quadriennale. Caruana annunciò inoltre che non si sarebbe candidato alle elezioni successive e che si sarebbe ritirato completamente dalla vita politica. La leadership del partito fu messa in discussione da due membri del GSD, Daniel Feetham e Damon Bossino. Feetham venne eletto leader del partito il 4 febbraio 2013, ottenendo la maggioranza dei voti dell'esecutivo. Questo rappresentò la prima volta in cui la leadership di un partito venne contesa in modo democratico tra due candidati.

## Politiche
Nonostante il nome del partito possa far pensare a un orientamento socialdemocratico, il GSD è stato caratterizzato come un partito liberal-conservatore e di centro-destra. Il partito sostiene l'attuale status costituzionale di Gibilterra come territorio britannico d'oltremare autonomo e si oppone a qualsiasi proposta di sovranità congiunta tra Regno Unito e Spagna. Tradizionalmente, il GSD ha mostrato un atteggiamento meno ostile nei confronti della Spagna rispetto al suo principale avversario, il Partito Socialista del Lavoro di Gibilterra.